# Niet-verzeepbare fractie
De niet-verzeepbare fractie is een term voor de componenten in een olieachtig mengsel (olie, vet, was) dat geen zeep vormt als het met loog gemengd wordt. Aan het eind van de verzeping blijft dit over als een olieachtig materiaal dat met het zeep gemengd is.
Het is belangrijk om de niet-verzeepbare fractie in ogenschouw te nemen als men een oliemengsel kiest om zeep te maken. Aan de ene kant kan deze fractie positieve eigenschappen hebben: het kan zorgen voor hydratering, conditionering en vitamines. Als er te veel niet-verzeepbare fractie in het mengsel zit, kan de zeep echter van slechte kwaliteit zijn.
Het percentage niet-verzeepbare fractie hangt van het materiaal af:
- Laag percentage (<1%): geraffineerde olie, geraffineerde karitéboter, olijfolie
- Hoog percentage (6–17%): niet-geraffineerde karitéboter
- Zeer hoog percentage (>50%): bijenwas
- Niet verzeepbaar (~100%): minerale olie, paraffine